# Surat (Queensland)
Surat ist eine kleine Landstadt im Südosten des australischen Bundesstaates Queensland. Diese liegt am Balonne River, ca. 75 km südlich von Roma und ca. 450 km westlich von Brisbane. Mit dem Auto ist sie über den Carnarvon Highway und die Surat Developmental Road zu erreichen. Bei der Volkszählung 2021 wurden 402 Einwohner gezählt.

## Geschichte
Die Gegend wurde erstmals 1846 vom Surveyor-General Sir Thomas Mitchell kartiert. Ende der 1840er-Jahre hatten sich Pastoralisten in der Gegend angesiedelt und 1849 beauftragte Mitchell einen seiner Landvermesser namens Burrowes, einen Platz für eine Siedlung am Balonne River auszuwählen. Burrowes tat dies und benannte die neue Stadt nach der indischen Diamantschleiferstadt Surat, wo er früher gelebt hatte.

## Wirtschaft
Südlich der Stadt befinden sich Ölfelder.